# Edmund Chishull
Edmund Chishull (22 mars 1670 à Eyworth dans le Bedfordshire en Angleterre - 18 mai 1733 à Walthamstow, Angleterre) est un homme d'Église et antiquaire anglais.

## Biographie
Fils de Paul Chishull, Edmund naît le 22 mars 1670 à Eyworth dans le Bedfordshire en Angleterre. Il étudie à au Corpus Christi College d'Oxford en 1687, où il obtient sont B.A. en 1690, puis son M.A. en 1693. Il est nommé fellow du collège en 1696,.
Il est ensuite nommé chapelain pour la Levant Company à Smyrne en Turquie. Il quitte l'Angleterre sur le voilier HMS Neptune le 10 février et arrive à Smyrne le 12 novembre 1698. Il profite de sa position pour faire une expédition à Éphèse, quittant l'endroit le 21 avril 1699 et étant de retour à Smyrne le 3 mai. En 1701, il visite Constantinople. L'année suivante, il reprend son travail de chapelain, puis quitte Smyrne le 10 février 1701 (ou 1702), faisant un détour par Gallipoli et Adrianople où il rejoint Lord Paget de retour de son ambassade à la Sublime Porte. Voyageant en tant que membre de la maison de Lord Paget, Chishull passe par la Bulgarie, la Transylvanie, la Hongrie, la future Allemagne et les Pays-Bas. À Leyde, il prend congé de Lord Paget et retourne seul en Angleterre.
Peu de temps après, il devient lecturer à l'église de St Olaves (en). Il se marie et abandonne sa charge. Il est ensuite nommé à Walthamstow dans le comté d'Essex. En 1711, il est nommé chapelain de la reine. Le 1er septembre 1708, il profite d'une rente en tant que vicaire de Walthamstow dans l'Essex. Il complète sa vie active à cet endroit,. Il meurt à Walthamstow le 18 mai 1733.

## Œuvres
Chishull a tenu un journal de bord, publié grâce à l'aide de Richard Mead. Chishull publie beaucoup en tant qu'érudit, particulièrement des vers latins, des ouvrages de numismatique, des recueils de notes de voyages et son Antiquitates Asiaticae (1728). Ce dernier ouvrage est rédigé en collaboration avec William Sherard et Joseph Pitton de Tournefort, entre autres.
En tant que théologien, il débat sur le mortalisme chrétien, attaquant les positions d'Henry Dodwell. Dodwell replique à Chishull et Samuel Clarke dans son Expostulation, relating to the late insults of Mr Clark and Mr Chishull (1708),.